# Mingo Bile
Régio Francisco Congo Zalata (Luanda, 15 de junho de 1987) é um futebolista profissional angolano que atua como defensor e meia direita.

## Carreira
Mingo Bile representou o elenco da Seleção Angolana de Futebol no Campeonato Africano das Nações de 2013.